# ...And Found
...Y encontrados (título original: ...And Found) es el capítulo N° 5 de la Segunda Temporada de Lost. FLASHBACK de Jin-Soo Kwon y Sun Hwa-Kwon.

## Trama
Jin y Eko continúan la búsqueda de Michael, que se ha ido en busca de Walt. Preocupada por la vida de su esposo, Sun busca su anillo de compromiso, que ha perdido.

## Otros capítulos
- Capítulo anterior: Todos odian a Hugo
- Siguiente capítulo: Abandonados